# Raivo
Raivo est un prénom masculin estonien et livonien apparenté au prénom Raymond et pouvant désigner :

## Prénom
- Raivo Aeg (en) (né en 1962), homme politique estonien
- Raivo Järvi (en) (1954-2012), artiste et homme politique estonien
- Raivo Kotov (en) (né en 1976), architecte estonien
- Raivo Lumiste (en) (né en 1969), officier militaire estonien
- Raivo Nõmmik (en) (né en 1977), joueur estonien de football
- Raivo Palmaru (en) (né en 1951), journaliste et homme politique estonien
- Raivo Põldaru (en) (né en 1951), homme politique estonien
- Raivo Puusepp (né en 1960), architecte estonien
- Raivo Seppo (né en 1973), écrivain estonien
- Raivo E. Tamm (en) (né en 1965), acteur et homme politique estonien
- Raivo Trass (en) (né en 1946), acteur et directeur de théâtre estonien
- Raivo Vare (en) (né en 1958), homme politique estonien

## Référence
1. ↑  (en) Baby Name DNA - Raivo Popularity